# Tłįchǫ
Los tlichos, tłįchǫ (autónimo [tɬ͡ĩ ʧõ]), thlingchadinne o más comúnmente dogrib (término considerado despectivo derivado de dog-ribs 'costilla de perro' en inglés) son un pueblo originario ubicado en los actuales Territorios del Noroeste de Canadá. Pertenecen a la familia lingüística na-dené, específicamente del grupo de lenguas atabascanas. 
Para distinguirse de sus vecinos dene, como los Dene suliné, Slave, Sahtu got'ine y K'asho got'ine, se identifican como Tlicho, palabra cree que significa costilla de perro, en referencia a la historia de la creación. Según la Oficina de Estadística de los Territorios del Noroeste (2019), la población de la región tlichó del territorio era de 2.983 habitantes.

## Localización
Vivían en la tundra en las orillas de los lagos Gran Lago del Oso y Gran Lago del Esclavo, en los Territorios del Noroeste, en Canadá. En 2005, el Ley de Reclamación de Tierras Tlicho y Autogobierno se le otorgó al pueblo Tlicho la propiedad de 39,000 km² de tierra en esta área, incluidos los derechos de superficie y subsuelo.
Los tłı̨chǫ tienen seis asentamientos o colonias: Whatì (antes Lac la Martre), Gamèti (antes Rae Lakes), Wekweeti (antes Snare Lake), Behchokǫ̀ (antes Rae-Edzo), Dettah e Ndilǫ.

## Demografía
| Año  | Población Total   |
| 1856 | 927               |
| 1906 | 1150              |
| 1970 | 1200 (aproximado) |
| 1990 | 2500              |
| 2001 | 3548              |
| 2006 | 2020              |
| 2016 | 2751              |
| 2019 | 2983              |
| 2021 | 2650              |

Según el censo canadiense de 2001, había 3548 individuos en los Territorios del Noroeste, repartidos en las reservas Dog Rib Rae (2526 h), Dechi Laot’i (156 h), Gamèti (313 h) y Whatì (553 h). 

### Idioma
El Idioma Tłįchǫ, también conocido como Tłį̨chǫ Yatıì, pertenece al grupo de  lenguas atabascanas de Canadá noroccidental. Algunos lingüistas lo consideran un subgrupo filogenético dentro de las lenguas atabascanas septentrionales. Tradicionalmente, el Tłįchǫ era una lengua oral, sin un sistema de escritura propio. 

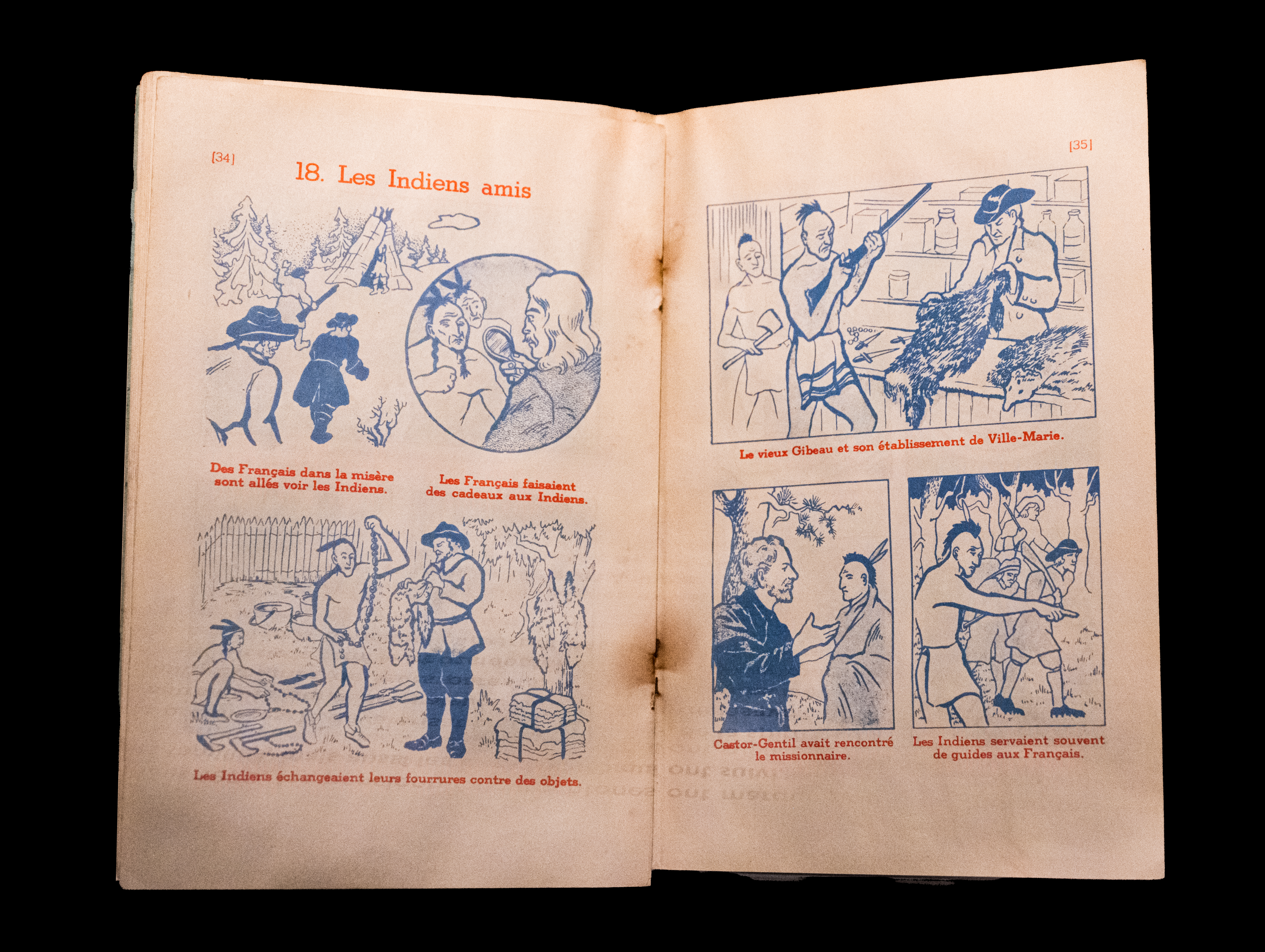
Cuaderno de estudio de los niños indígenas de las Escuelas Residenciales de Canadá, Quebec

Debido a la Leyes de la Norteamérica británica y la Acta india, el gobierno de Canadá creó las Escuelas residenciales indígenas de Canadá. A partir de la década de 1920, la asistencia a estas escuelas se volvió obligatoria para todos los niños indígenas. En estas instituciones, se prohibía el uso de las lenguas indígenas, incluyendo el Tłįchǫ, desde finales del siglo XIX. En 1992 se publicó la primera edición del Tłıchǫ Yatıì Enįhtł'è - A Dogrib Dictionary, que proporcionó al pueblo Tłıchǫ una base de datos de palabras y ortografía. Esto despertó el interés de los miembros de la comunidad y se convirtió en el primer paso de los esfuerzos de revitalización. Según el censo de Canadá de 2021 cerca de 2140 tienen conocimiento sobre el idioma, mientras 1390 lo tienen como lengua materna.

## Costumbres

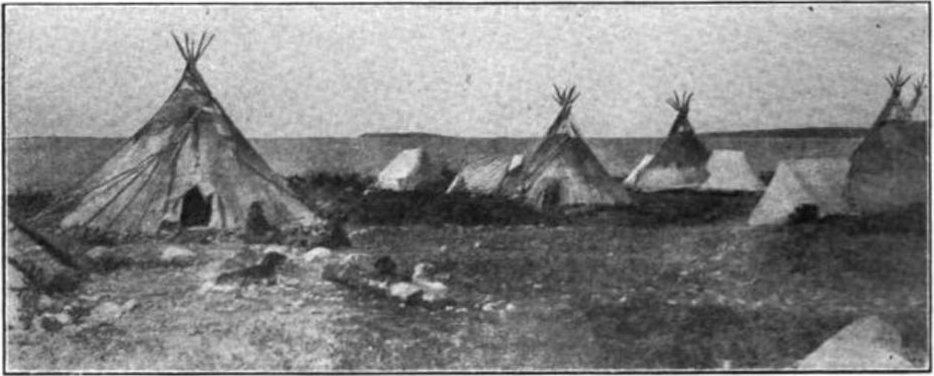
Tipis Tłį̨chǫ.

Cazaban caribúes con lanzas y trampas, y también pescaban. Vivían en tipis cubiertos de pieles, y durante los duros inviernos de la región habitaban casas de madera cubiertas de corteza. Su organización social era muy independiente. Se dividían en numerosas bandas aisladas con territorio de caza propio, como la mayoría de sus vecinos con lazos familiares extendidos. Solía haber un Intercambio de pobladores entre bandas. Los sabios y oradores transmitían la historia de la sociedad. La mujer disfrutaba de un estatus social mejor que en las otras tribus de la zona, pero los ancianos y los enfermos a menudo eran abandonados o bien castigados a morir solos. Esto cambiaría con la introducción del catolicismo.
Curtían pieles de caribú, animal del cual lo aprovechaban todo. Empleaban la orina para eliminar el exceso de grasa en la piel, técnica copiada de los chipewyan. Las mujeres vestían una piel ahumada de caribú cosida con los tendones, y decorada con cientos de plumas. También hacían medias, con forma tubular. Por su parte, los hombres llevaban un abrigo con capucha, influido por los cree e inuit.

### Leyendas
La leyenda más popular data del origen del pueblo en la cual una joven soltera que vivía con sus hermanos conoce a un apuesto extraño que la corteja y con quien se casa. En su noche de bodas, el misterioso esposo desaparece y se escucha un perro royendo un hueso. El hermano de la mujer mata al perro negro que encuentra en la tienda, pero el esposo no regresa. La mujer, avergonzada, da a luz a seis cachorros que esconde en un saco. Un día, al regresar al campamento, nota huellas de niños alrededor y decide esconderse para observar. Los cachorros se transforman en tres niñas y tres niños, pero dos de las niñas y uno de los niños regresan al saco antes de que la madre pueda alcanzarlos. Los tres niños restantes crecen, tienen muchos hijos y sus descendientes son el pueblo Tłį̨chǫ.

## Religión
La religión original de los Tłį̨chǫ era animista, como la de los demás atabascanos del norte. Hoy en día, la mayoría están bautizados como católicos, y las visiones de los videntes siguen desempeñando un papel importante. Ya a los primeros misioneros del siglo XIX, estos declararon que habían hablado directamente con su Dios supremo. Incluso ahora, los profetas Tłįchǫ modernos dicen en presencia de sacerdotes católicos que habrían hablado con el Dios (cristiano) y recibieron instrucciones de predicar para la mejora moral y la abstinencia del juego de cartas y el alcohol. Los sermones y rituales de estos profetas son tolerados por la iglesia.

## Historia

### Pre-contacto

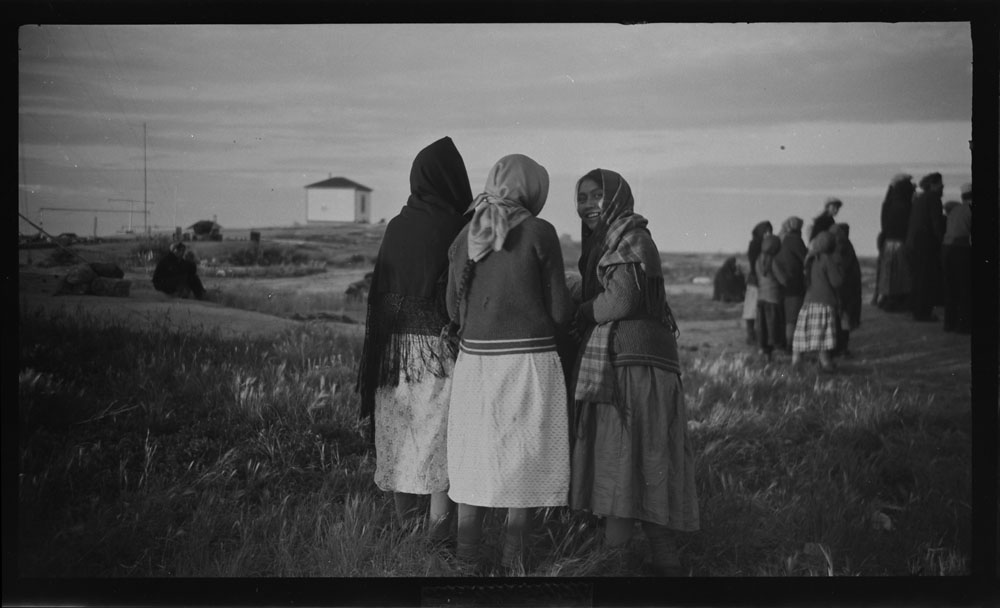
Mujeres Tłı̨chǫ.

La subsistencia del pueblo Tłį̨chǫ pre-contacto se basaba en la caza, la recolección y la pesca. June Helm, antropóloga prominente en el estudio de su cultura, describe que los Tłį̨chǫ "habitaban matorrales y bosques abiertos de coníferas salpicados por miles de lagos". Esta abundancia de agua convirtió la pesca en un elemento fundamental de su cultura. Empleaban diversas técnicas de pesca, como redes, trampas, anzuelos y cañas de pescar, según la época del año. Los peces excedentes se destinaban a alimentar a sus perros durante todo el año.
En una región surcada por lagos y ríos, la vida del pueblo Tłį̨chǫ giraba en torno a la canoa, especialmente durante su migración estacional para cazar caribúes y bueyes almizcleros. La caza del caribú se realizaba de diversos modos, dependiendo de la estación. En primavera, se colocaban trampas y grandes canoas cerca de la orilla para interceptar a los caribúes que atravesaban el bosque. Una vez atrapado el animal, los Tłį̨chǫ lo abatían con lanzas, arcos y flechas. Su objetivo era capturar la mayor cantidad posible de caribúes para asegurar su supervivencia durante la primavera y el verano. En otoño e invierno, con la nieve obstaculizando el movimiento del caribú, los Dogrib seguían las manadas y los cazaban con sus lanzas, arcos y flechas. Cada parte del caribú se aprovechaba: la carne se consumía para complementar su dieta; las pieles se convertían en ropa y refugio; los ligamentos y tendones se transformaban en hilo de coser; y los huesos y astas se utilizaban para fabricar herramientas y armas.
El tipi de piel de caribú era el refugio más común del pueblo Tłį̨chǫ ya que era fácil de transportar y reubicar. La construcción de tipis era responsabilidad de las mujeres, una tarea nada sencilla. Para completar un tipi se requerían las pieles de más de 30 caribúes. En el interior del tipi, un fuego central servía como hogar, sobre el cual colgaban postes que funcionaban como estante para secar y cocinar alimentos. El piso alrededor del fuego se cubría con ramas de abeto, lo que contribuía a mantenerlo caliente y seco.

### Llegada de los europeos

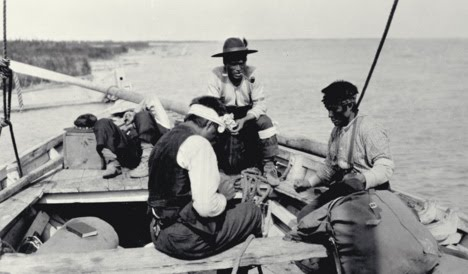
Tlichos en un bote.

En 1670, la vida del pueblo Tłį̨chǫ se vio transformada para siempre con la llegada de comerciantes europeos a la bahía de Hudson. Antes de este encuentro, los líderes eran cazadores diestros que ejercían su liderazgo y proveían para su grupo, convirtiéndose en jefes de banda. No obstante, la llegada de los comerciantes de pieles modificó drásticamente el rol y las responsabilidades de estos jefes. Se convirtieron en jefes de comercio, recibiendo obsequios frecuentes por parte de los mercaderes en señal de agradecimiento, para establecer relaciones y como símbolo de su relevancia. Fueron visitados por Dobbs en 1744 y La Potherie en 1753.

### Conflictos por comercio
Durante la primera mitad del siglo XVIII, los Cree actuaron como intermediarios entre varios grupos Dene, incluyendo los Tłį̨chǫ, y los comerciantes de pieles. Esta posición no fue desafiada durante ese período. Sin embargo, los Chipewyan comenzaron a competir como intermediarios en la misma zona, obteniendo parte de sus suministros de los Tłį̨chǫ. Entre 1716 y 1760, los chipewyan y los cree establecieron relaciones pacíficas más sólidas y formaron una alianza para confrontar a sus enemigos comunes: los Inuit, tłįchǫ, slavey y yellowknives. Esta alianza tenía como objetivo mantener a estos grupos alejados del contacto directo con los puestos comerciales, asegurando así la posición de chipewyan y cree como intermediarios en el comercio de pieles. A lo largo del siglo XVIII, los comerciantes de pieles no solo proporcionaron a los chipewyan armas de fuego, sino que también los ayudaron a dominar a sus vecinos Dene. Ante esta situación, algunos grupos chipewyan optaron por migrar hacia el norte, buscando nuevas áreas de caza y trampas en los bosques, donde la abundancia de animales con pieles era mayor. Otros chipewyan, sin embargo, se rehusaron a participar en el comercio y en la dependencia de los europeos, manteniendo un estilo de vida tradicional basado en la caza y la recolección. Lamentablemente, entre 1781 y 1784, una devastadora epidemia de viruela azotó a los chipewyan, diezmando su población y poniendo fin a su dominio sobre los pueblos vecinos. Se estima que entre el 50% y el 90% de los chipewyan perecieron a causa de esta enfermedad.
En 1770, el explorador Samuel Hearne estableció contacto con grupos Yellowknives durante su expedición para abrir la región de los Territorios del Noroeste al comercio de pieles en nombre de la Compañía de la Bahía de Hudson. A finales del siglo XVIII y principios del XIX, a medida que el comercio se expandía hacia el oeste hasta el Gran Lago de los Esclavos, los Yellowknives, aprovechando su ventajosa posición territorial, expulsaron temporalmente a los Tłįchǫ del área a lo largo del Río Yellowknife. En represalia por esta expulsión, un grupo de Tłį̨chǫ, liderados por el jefe Long Leg asesinó a 34 Yellowknives. La tradición oral Tłį̨chǫ narra un capítulo posterior de reconciliación y paz. Unos años después del fatídico evento, el jefe Tłį̨chǫ Edzo, junto a un grupo de sus hombres, se reunió con el gran líder Yellowknive, Akaitcho, y miembros de su banda. Este encuentro, marcado por el poder de la medicina y la fuerza oratoria, condujo a la firma de un acuerdo de paz entre las dos naciones.

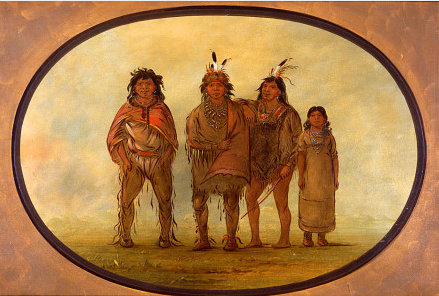
Dibujo de 4 hombres Tlicho.

En las primeras etapas del comercio de pieles, el pueblo Tłį̨chǫ era nómada, sin residencias permanentes. Sin embargo, "alrededor de 1905, algunos comenzaron a construir cabañas de troncos en el fuerte, en pesquerías importantes o en otros lugares que estuvieran ocupados durante varias semanas al año". En los siguientes años el pueblo Tłį̨chǫ se dedicaron a la minería en el Valle Mckenzie.

### Conversión al catolicismo
En 1859, misioneros católicos romanos iniciaron la conversión religiosa del pueblo Tłį̨chǫ. Al igual que muchos otros pueblos indígenas de Canadá, los niños Tłį̨chǫ fueron enviados a Escuelas residenciales indígenas de Canadá donde eran forzados a abandonar su idioma, cultura y costumbres. Las escuelas establecidas en los asentamientos Tłį̨chǫ a fines de la década de 1950 facilitaron el acceso a la educación occidental y prepararon a los niños para trabajos no tradicionales. En 1933, Elizabeth Mackenzie y Mary Siemens iniciaron la traducción del Evangelio a su lengua, influidos por Louis Ayah, predicador Hare.

### Descubrimiento de oro
Tras el descubrimiento de oro en las cercanías de Yellowknife (en dogrib: Somba K'e, que significa "donde hay dinero"), los pueblos Tłį̨chǫ, Chipewyan y Yellowknives se establecieron en lo que hoy es la ciudad o asentamiento tradicional de Dettah. N'Dilo fue fundado en la década de 1950 con financiamiento del gobierno. En ambos asentamientos viven Yellowknives de ascendencia mixta Tłį̨chǫ, así como algunos Chipewyan. En la década de 1990, las Primeras Naciones de Dettah y N'Dilo se fusionaron para formar la Primera Nación Yellowknives-Dene. Los residentes hablan el dialecto Dettah-Ndilo del idioma Tłį̨chǫ Yatıì, que se desarrolló a partir de los matrimonios entre Tłį̨chǫ y Yellowknives o Chipewyan. Se les conoce como Weledeh Yellowknives Dene.

## Reclamaciones territoriales

#### Tratado n.º 8 (1900)
En 1899, el gobierno canadiense inició la negociación del Tratado n.º 8 con grupos Dene en el Territorio del Noroeste. Este tratado, que abarcaba 840.000 km², establecía un acuerdo entre el gobierno y los Dene de la región. A cambio de compartir sus tierras con los no nativos, el pueblo Dene recibiría asistencia médica y educativa, así como pagos de tratados. El tratado fue firmado en 1900 en Fort Resolution por el gobierno canadiense y diversos grupos Dene, incluyendo la Yellowknife B Band (Te etchcédh) bajo el liderazgo del jefe Drygeese. En ese momento, el Tratado n.º 8 era el asentamiento de tierras más grande realizado por el gobierno canadiense.

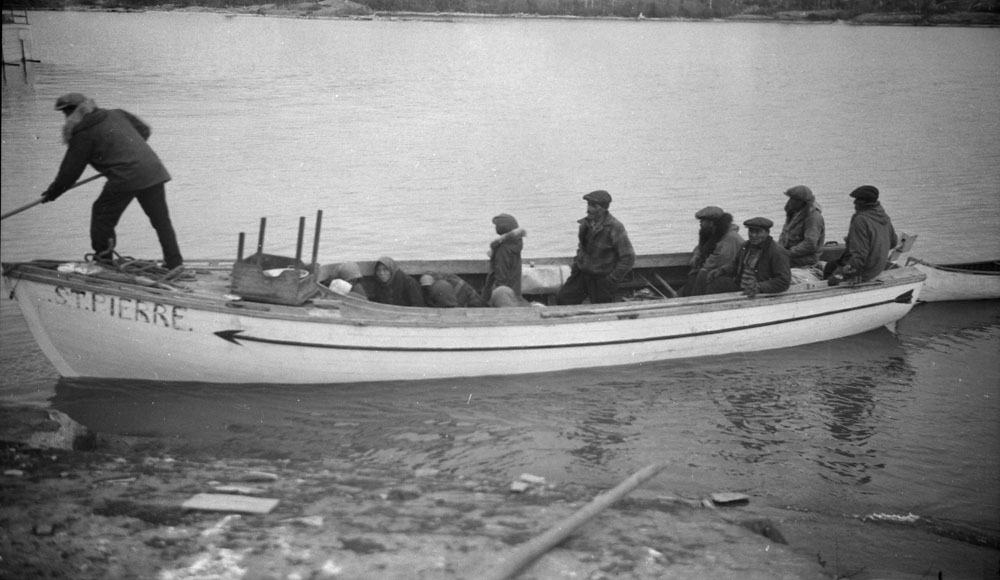
Miembros de la comunidad Dogrib de camino a recibir las disposiciones del Tratado, Fort Resolution, Territorios del Noroeste.

#### Tratado n.º 11 (1921)
Veinte años después del Tratado n.º 8, el descubrimiento de petróleo en el Valle del Río Mackenzie impulsó al gobierno canadiense a proponer un nuevo tratado para facilitar la minería y el desarrollo de la zona. Este tratado, el Tratado n.º 11, generó un intenso debate entre los Dene, quienes temían perder sus derechos de caza, pesca, reunión y captura en el área, así como su oposición a ser confinados a reservas indias. Aunque muchos Dene consideraban que el Tratado n.º 8 no había sido honrado por el gobierno canadiense, algunos temían que el Tratado n.º 11 resultara similar. A pesar de estas preocupaciones, el Tratado n.º 11 fue firmado en el verano de 1921 por el jefe de comercio Ten cetr'édh Monfwi. Los grupos Te encorch'édh que firmaron este tratado se conocieron como Dog Rib Rae Band, y actualmente constituyen la mayoría de la población Te creathch. Es importante destacar que los límites del Tratado n.º 8 y el Tratado n.º 11 se superponen en varios puntos, lo que ha generado conflictos entre las dos bandas de tratados.

### Acuerdo final
A partir de 1981, la Nación Dene (una organización que representa a varios pueblos Dene, incluido el Tłį̨chǫ), negoció una reclamación integral de tierras con el gobierno federal canadiense. Cuando los líderes Dene votaron para rechazar el acuerdo final en 1990, las negociaciones colapsaron y el gobierno comenzó a negociar acuerdos separados con grupos regionales Dene.
En 1995, el pueblo Tłį̨chǫ inició la negociación de una reclamación de tierras independiente basada en una fórmula única que combinaba disposiciones de una reclamación integral de tierras y un acuerdo de autogobierno. La Ley de Reclamación de Tierras y Autogobierno Tłį̨chǫ recibió la Sanción real el 10 de febrero de 2005. Desde entonces, el recién formado gobierno Tłį̨chǫ ha establecido una estructura de gobierno funcional que brinda programas y servicios para gestionar las diversas disposiciones de la reclamación de tierras. La reclamación otorgó al pueblo Tłį̨chǫ la propiedad de 39.000 km² de tierra, junto con derechos de gestión compartidos sobre tierras de la Corona dentro del área de reclamación. También se les otorgó una compensación de $152 millones pagada durante 14 años, así como una parte de las regalías minerales federales del Valle de Mackenzie. Además, la reclamación otorga autonomía legislativa. También abarca aspectos de educación, adopción, servicios para niños y familias, capacitación, apoyo a los ingresos, vivienda social y lengua y cultura Tłį̨chǫ.

## Nación Tłı̨chǫ
El Gobierno Tłı̨chǫ está compuesto por dos cuerpos principales: el Consejo Ejecutivo del Jefe y la Asamblea de Tlicho. El Consejo Ejecutivo, liderado por el Gran Jefe y los jefes de las cuatro comunidades Tlicho, se encarga de la creación de las leyes del pueblo. Por otro lado, la Asamblea de Tlicho, compuesta por 13 miembros, incluyendo jefes y representantes de los consejos comunitarios, funciona como el órgano legislativo del gobierno. Entre sus responsabilidades se encuentran la implementación del acuerdo de reclamación de tierras, la protección de los derechos del gobierno y la garantía de un buen gobierno. A pesar de esto, el gobierno canadiense mantiene el control de la aplicación de leyes.

## En la cultura popular
Uno de los miembros más destacado de la tribu es el escritor Richard Van Camp.